# 21717 Pang
21717 Pang è un asteroide della fascia principale. Scoperto nel 1999, presenta un'orbita caratterizzata da un semiasse maggiore pari a 2,9126902 UA e da un'eccentricità di 0,0629204, inclinata di 1,93744° rispetto all'eclittica.